# Estadi 7 d'Octubre
L'Estadi 7 d'Octubre és un estadi esportiu de la ciutat de Trípoli, a Líbia.
L'estadi va ser inaugurat l'any 1939 i té una capacitat per a 5.000 espectadors. Inicialment s'anomenà Estadi Municipal i fou el principal estadi de Trípoli fins a la construcció de l'estadi 11 de Juny durant els anys 70. Durant els anys seixanta fou la seu del club Al-Ittihad Club i de la selecció nacional.